# Torpedowce typu Tb 98 M
Torpedowce typu Tb 98 M – seria austro-węgierskich torpedowców z okresu I wojny światowej, licząca 3 jednostki. W okresie międzywojennym i II wojny światowej służyły w marynarce Grecji.

## Historia
Okręty typu Tb 98 M (Torpedoboot 98 M) były trzecią i ostatnią serią 250-tonowych torpedowców budowanych dla marynarki wojennej Austro-Węgier według założeń Komitetu Technicznego Marynarki (poprzednie serie to zbliżone do nich typy Tb 74 T i Tb 82 F). Oficjalnie klasyfikowane jako torpedowce pełnomorskie (Hochsee-Torpedoboote), były faktycznie, przy swojej wielkości i uzbrojeniu, przeznaczone do działań przybrzeżnych..
Zamówienie na budowę trzech okrętów typu Tb 98 M złożono w stoczni Cantiere Navale Triestino (CNT) w Monfalcone 5 lipca 1913. Różniły się one od dwóch pozostałych typów dłuższym pokładem dziobowym, sięgającym aż do nadbudówki, przez co dziobowy aparat torpedowy był umieszczony pokład wyżej. Ponadto, kadłub charakteryzował się bardziej rozchylonymi na boki wręgami w części dziobowej, natomiast był węższy w części rufowej.  Podobnie, jak typ 82 F, okręty te miały dwa kominy, lecz umieszczone bliżej siebie. Miały też inny typ turbin i inaczej umieszczony ster (pod dnem).
Okręty nosiły skrót SM Tb (Seiner Majestät Torpedoboot − torpedowiec Jego Cesarskiej Mości) i numer od 98 do 100, z dodatkową literą M, oznaczającą stocznię w Monfalcone. Od 21 maja 1917 usunięto literę M, pozostawiając jedynie numery.

## Okręty
Główne źródło:
| Nazwa   | Położenie stępki | Wodowanie    | Wejście do służby austro-węgierskiej | Los                                         |
| ------- | ---------------- | ------------ | ------------------------------------ | ------------------------------------------- |
| Tb 98M  | 19. 03. 1914     | 18. 11. 1914 | 19. 08. 1915                         | → Grecja: "Kyzikos", zatopiony 25. 4. 1941  |
| Tb 99M  | 22. 03. 1914     | 17. 12. 1914 | 29. 10. 1915                         | → Grecja: "Kios", zatopiony 23. 4. 1941     |
| Tb 100M | 28. 03. 1914     | 15. 01. 1915 | 15. 03. 1916                         | → Grecja: "Kydoniai", zatopiony 26. 4. 1941 |

## Opis
Torpedowce typu Tb 98 M miały architekturę typową dla okrętów tej klasy z okresu I wojny światowej. Dzięki dłuższemu pokładowi dziobowemu, zajmującemu prawie 1/3 długości kadłuba, miały nowocześniejszy wygląd od okrętów poprzedzających serii typu 250-tonowego. Dziobnica była mało nachylona do przodu od pionu. Na pokładzie dziobowym umieszczone było działo, a za nim przedni dwuwyrzutniowy obrotowy aparat torpedowy. Przedłużeniem pokładu dziobowego był wąska pokładówka nad siłownią, na której znajdowała się niewielka nadbudówka, której górne piętro stanowił odkryty, wystający do przodu i na boki pomost bojowy. Za nim na nadbudówce była platforma reflektora i z tyłu maszt. Dalej na pokładówce na śródokręciu znajdowały się blisko siebie dwa lekko pochylone kominy (pierwszy nieco grubszy). Za kominami pokładówka obniżała swoją wysokość nad maszynownią i umieszczony był na niej maszt rufowy z dwoma żurawiami oraz łodzie okrętowe. Na pokładzie rufowym znajdowało się kolejno zapasowe stanowisko dowodzenia, aparat torpedowy i działo rufowe (uzbrojenie to było umieszczone bliżej rufy, niż na poprzednich seriach. Okręty miały pojedynczy ster umieszczony pod dnem.
Siłownia składała się z dwóch kotłów parowych wodnorurkowych typu Yarrow oraz dwóch turbin parowych Melms-Pfenniger, napędzających dwie śruby. Moc nominalna wynosiła 5000 KM, lecz maksymalna sięgała 6000 KM. Zapas paliwa obejmował 17,5 tony węgla i 24 tony ropy. Torpedowce tego typu były nieco szybsze od poprzednich serii - prędkość maksymalna osiągnięta na próbach przez Tb 98M wyniosła 30,6 węzłów, przekraczając kontraktową, lecz podczas II wojny światowej ich realna prędkość wynosiła już ok. 20 węzłów. 
Uzbrojenie, takie samo na wszystkich trzech seriach torpedowców,  stanowiły dwie pojedyncze armaty morskie kal. 66 mm (nominalnie kaliber oznaczany jako 7 cm) o długości lufy L/30 (30 kalibrów), jeden przeciwlotniczy km Schwarzlose kal. 8 mm oraz cztery wyrzutnie torped kalibru 450 mm w dwóch podwójnych aparatach. Od 1917 roku rufową armatę 66 mm na większości 250-tonowych torpedowców mocowano na podstawie umożliwiającej prowadzenie ognia do celów powietrznych. 

## Służba w skrócie

### Austro-Węgry
Torpedowce typu Tb 98M, podobnie jak poprzednie serie torpedowców 250-tonowych, okazały się udanym typem okrętów. Tb 98M, 99M i 100M weszły do służby w marynarce Austro-Węgier w latach 1915-1916. Służyły bojowo na Adriatyku podczas I wojny światowej. Wszystkie okręty przetrwały wojnę.

### Grecja
Po wojnie, wraz z likwidacją marynarki Austro-Węgier, wszystkie trzy torpedowce zostały sprzedane Grecji (wraz z trzema torpedowcami typu Tb 82F). Zostały przemianowane na "Kyzikos", "Kios" i "Kydoniai", otrzymując nazwy na litery K (torpedowce typu Tb 82F - na literę P).
Wszystkie trzy wzięły udział w II wojnie światowej i zostały zatopione podczas inwazji niemieckiej na Grecję. "Kios" został zatopiony przez niemieckie lotnictwo 23 kwietnia 1941, a "Kydoniai" 26 kwietnia 1941, natomiast "Kyzikos" został samozatopiony, znajdując się w remoncie w Salaminie 25 kwietnia 1941.
Na okrętach greckich zamieniono uzbrojenie na jedną armatę 66 mm, jedno działko przeciwlotnicze 37 mm na rufie oraz dwie pojedyncze wyrzutnie torped 533 mm.